# 청주이선
청주이선(중국어 정체자: 成追線, 병음: Chéng zhuī xiàn, 한자음: 성추선)은 타이완 타이중시 우르 구 청궁 역에서 다두 구의 주이펀 역에 이르기 대만 철도 관리국의 철도 노선이다.

## 운행 형태
- 구간차(區間車)

- 대호쾌차(중국어판)

## 차량
- 구간차, 구간쾌차

## 역 목록
| 148 | 청궁   | 成功 | Chenggong | 타이중 선 |
| 134 | 주이펀 | 追分 | Zhuifen   | 해안선    |

## 같이 보기
- 타이완의 철도
- 타이완 철로관리국